# Lago Kenyir
Lago Kenyir (en malayo: Tasik Kenyir) es un lago artificial ubicado en el estado de Terengganu en el noreste de Malasia, creado en 1985 por el represamiento del río Kenyir para crear la Estación de energía sultán Mahmud.
Kenyir es uno de los mayores lagos artificiales del mundo. Comparte su frontera con Kelantan en el oeste y Pahang, en el sur. Este inmenso lago, también sirve como otra puerta de entrada a Taman Negara. El lago cubre 260 kilómetros cuadrados y contiene 340 pequeñas islas.